# Coronène
Le coronène, également appelé superbenzène, est un hydrocarbure aromatique polycyclique de formule C24H12 constitué de sept noyaux benzéniques fusionnés. Il se présente comme un solide jaune soluble dans le benzène, le toluène et le dichlorométhane. Les solutions de coronène présentent une fluorescence bleue induite par les ultraviolets. Son spectre d'émission ne découle pas de son spectre d'excitation : ses bandes et leur intensité dépendent du solvant.
Le coronène est naturellement présent sous forme d'inclusions organiques dans une roche sédimentaire formant la carpathite, ce qui pourrait résulter d'anciennes sources hydrothermales,. C'est un produit de vapocraquage lors du raffinage du pétrole, un processus au cours duquel il peut dimériser en un HAP constitué de quinze noyaux benzéniques appelé familièrement dicoronylène.